# いこまどんどこまつり
いこまどんどこまつりは、1987年から奈良県生駒市で開催されている夏祭り。

## 概要
生駒市健民運動場で毎年8月第1土曜に開催され、約3万人の人出で賑わい、生駒市の夏祭りとして定着している。例年午後3時ごろから午後9時ごろにかけて、グラウンド中央に設けられたステージでは様々なイベントが行われ、周囲には地元の町内会や子供会による金魚すくいや焼きそばなどの模擬店が軒を連ねる。また、午後8時からは生駒市総合公園で約700発の花火が打ち上げられる。
なお、2019年まで生駒健民運動場で開催されていたが、コロナ禍を受けて2021年以降は生駒駅周辺での開催に変更されている。

## 歴史

### ふるさとふれあいまつり (1987年 - 2001年)
1987年、市民のふれあいを大切にするまちづくり事業の一環で「ふるさとふれあいまつり」として第1回が開催された。当時の生駒市は市民の急増期を迎えており、新しい市民にも郷土愛を持ってもらいたいとの思いから市が企画。第1回では約1万5000人の参加があったが、第5回では約3万人に増え、当時としては市民の3人に1人が参加する規模となった。
1996年は第10回を迎えたことを記念に、生駒山を歌い出しに夢があふれるふるさとに人々が集まる様子を描く「ふれあいONDO（音頭）」を制作した。第10回では、腸管出血性大腸菌O157の感染拡大を受けて飲食物の提供を中止し、開始時間も午後2時半から午後5時開始に遅らせた影響で複数のイベントが中止となった。
2000年の第14回では前夜祭として「ミュージック・フェス・イン・いこま」を生駒駅北口で開催し、約3時間にわたって4つのアマチュアバンドによる演奏が披露された。

### いこまどんどこまつり (2002年 - )
2002年には、前年に市制30周年を迎えたことを記念して、祭りの名称を市民から公募した「いこまどんどこまつり」にリニューアルし、その第1回が8月3日に開催された。「どんどこ」は郷土芸能の生駒山麓太鼓の太鼓の響きになぞらえたもので、祭りの開幕にて演奏された。その他、市内の学童保育所の児童による南中ソーランの披露や音頭の音楽に合わせたグラウンド上での盆踊りなどの市民主体の催しも行われた。
2013年に開催された第12回では、会場の混雑緩和や商店街の活性化を目指して、従来生駒健民運動場のみだった会場を生駒駅前商店街に拡大して開催された。
2020年は新型コロナウイルス感染拡大の影響を受け中止されたが、生駒商工会議所青年部の企画により、代替として9月30日に75発の花火が打ち上げられた。